# Teucrium nudicaule
Teucrium nudicaule là một loài thực vật có hoa trong họ Hoa môi. Loài này được Hook. miêu tả khoa học đầu tiên năm 1831.